# Hofors
Hofors ist ein Ort in der schwedischen Provinz Gävleborgs län und historischen Provinz Gästrikland. Er liegt an der Europastraße 16 (früher riksväg 80), 54 Kilometer westlich von Gävle und 38 Kilometer östlich von Falun. Hofors ist Hauptort der gleichnamigen Gemeinde.

## Wirtschaft
Hofors ist ein traditioneller Industrieort. Schon zu Beginn des 17. Jahrhunderts wurde in Hofors ein Hüttenwerk gegründet, das das Eisenerz der nahegelegenen Gruben Stillgruvan und Storgruvan verarbeitete. Heute befindet sich eines der modernsten Stahlwerke der Welt mit einem Produktionsvolumen von 400.000 Tonnen Spezialstahl in Hofors. Ovako Steel AB ist der größte Arbeitgeber des Ortes.

## Persönlichkeiten

### Söhne und Töchter der Stadt
- Olle Åberg (1925–2013), Leichtathlet
- Per-Olof Östrand (1930–1980), Schwimmer
- Lasse Åberg (* 1940), Schauspieler, Regisseur, Musiker und Künstler
- Inger Eriksson (* 1942), Eisschnellläuferin
- Björn Lyrvall (* 1960), Diplomat
- Andreas Johansson (* 1973), Eishockeyspieler und -trainer